# Сіньмінь
Сіньмінь (кит. спр. 新民市, піньїнь: Xīnmín Shì) — місто-повіт в східнокитайській провінції Ляонін, складова міста Шеньян.

## Географія
Сіньмінь розташовується на заході центральної частини префектури.

### Клімат
Місто знаходиться у зоні, котра характеризується вологим континентальним кліматом зі спекотним літом. Найтепліший місяць — липень із середньою температурою 24.8 °C (76.6 °F). Найхолодніший місяць — січень, із середньою температурою -10.7 °С (12.7 °F).
| Клімат Сіньміня         | Клімат Сіньміня | Клімат Сіньміня | Клімат Сіньміня | Клімат Сіньміня | Клімат Сіньміня | Клімат Сіньміня | Клімат Сіньміня | Клімат Сіньміня | Клімат Сіньміня | Клімат Сіньміня | Клімат Сіньміня | Клімат Сіньміня | Клімат Сіньміня |
| Показник                | Січ.            | Лют.            | Бер.            | Квіт.           | Трав.           | Черв.           | Лип.            | Серп.           | Вер.            | Жовт.           | Лист.           | Груд.           | Рік             |
| Середня температура, °C | −10,7           | −7,5            | 0,8             | 9,8             | 17,2            | 21,9            | 24,8            | 23,8            | 17,8            | 10              | 0,5             | −7,5            | 8,4             |
| Норма опадів, мм        | 4.3             | 5               | 10.9            | 32.9            | 45.9            | 79.2            | 161.1           | 131.6           | 69              | 34.1            | 12              | 5.2             | 591.2           |
| Днів з опадами          | 2,9             | 3,1             | 3,9             | 6               | 8,6             | 11,2            | 14,1            | 11,5            | 7,6             | 6,8             | 4,6             | 2,9             | 83,2            |
| Вологість повітря, %    | 63.6            | 59.9            | 53.7            | 51.4            | 53.5            | 65.7            | 77.7            | 77.6            | 68.2            | 63.6            | 64.5            | 63.3            | 63.6            |
| ----------------------- | --------------- | --------------- | --------------- | --------------- | --------------- | --------------- | --------------- | --------------- | --------------- | --------------- | --------------- | --------------- | --------------- |
| Джерело: Weatherbase    |                 |                 |                 |                 |                 |                 |                 |                 |                 |                 |                 |                 |                 |